# Alessio Stamilla
Alessio Stamilla (Gela, 16 febbraio 1983) è un calciatore italiano, centrocampista dell'Argentina Arma.

## Caratteristiche tecniche
Centrocampista di fascia, può essere impiegato anche come attaccante esterno in un 4-3-3, ruoli in cui compensa con la velocità e l'agonismo i suoi limiti tecnici.

## Carriera
Siciliano di nascita, si trasferisce con la famiglia in Liguria, e debutta in Serie C2 con la Sanremese, dove rimane per due stagioni guadagnandosi il posto da titolare nella seconda. Nel 2001 viene acquistato dalla Sangiovannese, dove diviene titolare fisso sotto la guida di Maurizio Sarri: con i toscani conquista la promozione in Serie C1 nel 2004, e nella sua prima stagione in terza serie si mette in luce realizzando 8 reti.
Nel 2005 sale in Serie B, acquistato dal Piacenza. Inizialmente relegato in panchina, guadagna progressivamente il posto da titolare nella formazione di Giuseppe Iachini, che lo schiera come esterno sinistro di centrocampo, disputando 34 partite con 4 reti. Nella stagione successiva si alterna con Marco Padalino, Julien Rantier e Daniele Degano nei ruoli di attaccante esterno, totalizzando 39 presenze in campionato.
All'inizio della stagione 2007-2008 rimane vittima di un grave infortunio ai legamenti del ginocchio, e nel mercato invernale del gennaio 2008 passa in prestito al Verona allenato da Sarri, in Serie C1. Con gli scaligeri completa il recupero dall'infortunio, e contribuisce con 13 presenze e 3 reti alla salvezza del club veronese. A fine stagione rientra al Piacenza, dove il nuovo allenatore Stefano Pioli lo relega ai margini della prima squadra, e dopo 4 presenze in campionato nel gennaio 2009 scende di nuovo in Prima Divisione, con la maglia del Perugia, anche in questo caso allenato da Sarri. Rimane in Umbria per due stagioni, culminate con il fallimento dei Grifoni.
Svincolato, si trasferisce nella squadra della sua città natale Gela, che a causa di difficoltà economiche svincola tutti i giocatori nel gennaio 2011. Passa per sei mesi all'Aquila, in Seconda Divisione, e nel settembre 2011 accetta l'offerta della Pistoiese, in Serie D. L'esperienza toscana (in compagnia di numerosi ex professionisti come Nicola Pagani e Corrado Colombo) è breve: dopo 13 presenze e 3 reti, a dicembre si svincola, e nel gennaio successivo scende in Eccellenza all'Imperia.
Nella stagione 2012-2013 milita nell'Argentina Arma, formazione di Taggia militante nel campionato di Promozione ligure, che vince.

## Palmarès

### Club

#### Competizioni regionali
- Promozione: 1

Argentina Arma: 2012-2013
- Eccellenza: 1

Argentina Arma: 2013-2014